# Канепари, Лучано
Луча́но Канепа́ри (родился 19 января 1947 года в Венеции) — профессор отделения лингвистики Университета Венеции. Он получил академическое образование в этом университете. Канепари разработал свою систему фонетической транскрипции, названную canIPA ([kaˈniːpa]). canIPA состоит из 500 основных, 300 добавочных и 200 дополнительных символов. Эта работа направлена на транскрипцию всех языков мира в более точной форме, чем современный Международный фонетический алфавит.

## Внешние ссылки
- Официальный сайт canIPA Natural Phonetics